# Sestriere
Sestriere (franc. Sestrières) este o comună cu 887 loc. (în 2010) situat în provincia Torino, regiunea Piemont, Italia. Localitatea este situată în nord-vestul Italiei o regiune adecvată sporturilor de iarnă, fiind aproape de granița cu Franța.

## Date geografice
Sestriere se află la altitudinea de 2035 m deasupra n.m. între văile Val Chisone și Val di Susa. La nord-vest se află munții Monte Fraitève (2658 m) și Punta Rognosa (3.280 m). De Sestriere aparțin localitățile Sestriere Colle, Sestriere Borgata, Champlas du Col și Champlas Janvier.

## Demografie
Sestriere - evoluția demografică

|  | Graficele sunt indisponibile din cauza unor probleme tehnice. Mai multe informații se găsesc la Phabricator și la wiki-ul MediaWiki. |

Date: Recensăminte sau birourile de statistică - grafică realizată de Wikipedia